# Négation en français
Pour un article plus général, voir Négation (linguistique).

## Syntaxe de la négation

### Règle générale
En français, on distingue syntaxiquement deux formes principales de la négation, selon qu'elle porte sur l'ensemble de la phrase ou sur un constituant :
La négation portant sur l'ensemble de la phrase se forme en ajoutant à la phrase affirmative l'adverbe ne pas ; les deux éléments de cet adverbe se placent ordinairement de part et d'autre du verbe ou de l'auxiliaire :
- Jean aime les voyages → Jean n’aime pas les voyages.
- J’ai fait cela → Je n’ai pas fait cela.

Lorsque le verbe est à l'infinitif, les deux éléments sont placés devant l'infinitif :
- Je vous demande de ne pas me déranger
- Je crains de ne pas avoir compris

ou parfois (plus littéraire) de part et d'autre de l'auxiliaire du participe passé à l'infinitif (donc dans ce cas, l'élément "pas" reste positionné avant le participe passé):
- Je crains de n’avoir pas compris.

Ne… pas (sans partitif) est une négation complète. Pas étant tonique et ne atone, donc plus étroitement lié au verbe, on peut dire :
- Il ne manque, après l'appel, pas un élève

mais pas :
- * Il ne, après l'appel, manque pas un élève.

Pourtant, ne peut être employé seul devant le verbe.
Si la négation porte sur un groupe du nom, sujet ou objet, on emploie ne et un déterminant négatif :
- Il a fait un effort → Il n’a fait aucun effort
- Quelqu’un est venu → Personne n’est venu.

Ne pas peut être remplacé par une formulation parallèle (ne point, ne plus, ne guère, ne jamais…), selon le sens et le registre de langue. Ces adverbes en deux parties sont aussi appelés morphèmes discontinus, ou disjoints.
Si la négation porte sur un nom, un adjectif, un adverbe, elle peut être exprimée par un préfixe :
- Son attitude est incompréhensible (= elle ne peut pas être comprise).

Dans la majeure partie de ces phrases, à la négation correspondent deux éléments, souvent désignés (à la suite de Jacques Damourette et Édouard Pichon) discordantiel (ne) et forclusif (pas, aucun N etc.). En français, la double négation est un cas particulier de cette configuration.

### Le «ne» explétif et comparatif; «ne» explétif aprèssans que
Le ne explétif ne traduit pas réellement une négation, mais plutôt une éventualité. Il s'utilise après des verbes exprimant crainte, empêchement, doute ; dans des subordonnées introduites par avant que, à moins que, de peur que, peu s'en faut que ; ou encore après autre / autrement que, ou un comparatif :
- Je crains qu'il ne vienne (= « j'ai peur qu'il vienne », et non pas : « qu'il ne vienne pas »)
- Prévenez-moi avant qu'il ne soit trop tard (= « avant qu'il soit trop tard »).
- Il est moins habile que je ne pensais (= « que je pensais »).

En revanche, après la locution sans que, le ne explétif est proscrit   car cette locution comporte déjà une négation. 
- Tu peux venir sans que je t'y invite expressément (et non : « sans que je  ne t'y invite… »).
- Tu peux venir sans que je t'envoie aucun carton d'invitation (et non : « sans que je ne).

L'usage, après sans que, de l'infinitif à la place du subjonctif montre d'ailleurs clairement que le ne n'est pas supportable ; on dira évidemment :
- Tu peux venir sans avoir reçu d'invitation (et non : « sans  n'avoir reçu d'invitation »).
- Tu peux venir sans avoir reçu aucune invitation (et non : « sans  n'avoir reçu aucune invitation »).

Le romaniste Kristoffer Nyrop, d'après LE GRAND ROBERT qui le cite (article SANS, § 6°, Loc. conj. SANS QUE), donne une indication supplémentaire ; il écrit, dans sa Grammaire historique de la langue française : « Selon les règles officielles, il ne faut jamais mettre ne après cette conjonction. Pourtant, la négation contenue dans sans amène parfois l'emploi d'un ne explétif, quand la proposition principale est négative. Ex. On ne pouvait faire allusion à cela sans qu'elle n'entrevît aussitôt des scènes (P. Bourget, André Cornelis) ».
Pourtant, même dans ce cas, le ne n'est guère admissible, comme le montre le passage du subjonctif à l'infinitif :
- Elle ne pouvait entendre la moindre allusion à cela sans entrevoir aussitôt des scènes (et non : « sans  n'entrevoir aussitôt des scènes »).

Le ne comparatif « équilibre en quelque sorte une comparaison de disparité ». Ce ne est lui aussi explétif, c'est-à-dire non obligatoire (utilisé uniquement dans une langue soignée). Il ne peut s'employer que si la comparaison exprime une inégalité :
- Pierre est plus épris de Marie qu'elle ne l'est de lui
  - (c'est-à-dire : « Pierre est le plus épris » + « Marie est la moins éprise »).

### «Ne… que…»
La locution adverbiale ne… que… exprime la restriction (elle est dite restrictive ou exceptive) et signifie « seulement, rien de plus que ». Dans :
- Je n’ai que dix euros sur moi

le locuteur à la fois affirme qu'il a dix euros et nie en avoir davantage.
Pour Marc Wilmet, « l'auxiliaire exceptif que arrête ne […] au seuil de la prédication négative et relance la prédication positive. » Le locuteur nie le sous-ensemble des éléments complémentaires 
- de l'objet : Pierre n’aime que Zack ;
- du circonstanciel : Marie ne part que dans un mois ;
- de l'attribut : Moi je ne suis qu’une ombre, et vous qu’une clarté ! " [7] ;
- du complément de présentatif : Il n’y a que lui qui me comprenne ;
- de la séquence impersonnelle[8] : Il ne reste, autour de moi, que la desserte d'un long été (Colette).

Rien que (ou nul que) et pas que sont contraires, l'un signifiant « uniquement » et l'autre « pas seulement ». Dans le premier cas, on a bien une relance de prédication positive, rien que moi signifiant « uniquement moi » mais aussi « rien sauf moi » : sauf moi étant la relance positive. Dans le second cas, que est simplement un adverbe comme uniquement.
Cependant, rien que suivi de compléments indirects ou circonstanciels peut exprimer l'exception :
- On le reconnaît rien qu’à sa démarche.

Il convient également de signaler quelques variantes, rarissimes de nos jours, de la négation restrictive, en particulier ne ... mais que (particulièrement répandue autrefois en Normandie ; mais conserve ici son sens originel en ancien français de synonyme de plus : n'avoir mais que de 10 euros, c'est littéralement n'avoir pas plus de 10 euros) et ne ... fors que ou ne ... fauque (surtout en Picardie et dans le Nord-Pas-de-Calais ; fauque étant une déformation de fors que comparable à la manière dont faubourg, en français moderne, est une déformation du moyen français forbourg, fors-bourg).
- Je n’avais  mais que deux bouteilles de cidre après cette vente
- Il ne lui dit fors que la vérité

### «Ne… goutte, ne… mie», et autres négations rares
Ces constructions employées comme variantes de ne… pas sont des survivances de l'époque où la négation habituelle était ne, suivi de n'importe quel objet dont la fonction, l'existence, la possession, etc. étaient niées (cf. infra). On trouve encore aujourd'hui des exemples de ce type de négation : je n'ai domestique ni valet signifie je n'ai pas de domestique, ni de valet ou je n'ai ni domestique ni valet. Cette construction peut être aussi une double négation comme dans cet exemple de Charles d’Orléans :
- Il n’y a bête ni oiseau / Qu'en son jargon ne chante ou crie

Dans ces constructions, certains noms se sont spécialisés à la manière de pas et sont à leur tour devenus adverbes : 
- goutte associé au verbe voir. N'y voir goutte signifie ne rien y voir ;
- point : ne même pas avoir un point ;
- mie : ne même pas avoir une mie (une miette) ;
- rien : autrefois substantif, rien (ancien français : ren, de l'accusatif latin rem, « chose »), est le terme le plus utilisé aujourd'hui.

Il est possible d'entendre d'autres noms utilisés pour former la négation dans les parlers régionaux, notamment du Nord de la France (domaine des langues d'oïl). Pour la seule Normandie, on trouve par exemple pièce (pièche ou pyiche) dans les parlers normands du Cotentin (il n'y en a pièce pour il n'y en a pas), mèche dans ces mêmes parlers (je n'en vois mèche pour je n'en vois pas), brin dans le Pays de Bray et dans le parler rouennais (vous n'avez brin rangé pour vous n'avez pas rangé), pain dans le Pays de Caux (il n'a pain mangé pour il n'a pas mangé) ou encore miette dans l'ensemble de la Normandie (il ne mange miette ce midi pour il ne mange pas ce midi). L'ensemble de la Normandie connaît également un ne ... peis qui est la version normande de la négation ne ... pois bien attestée en ancien français.
L'expression ne… guère…, surtout utilisée à partir du XVIIIe siècle, provient à l'origine du francique waigaro qui signifiait « beaucoup », et n'entre donc pas directement dans ce cadre.

### Emploi de «ne» seul
Dans un registre soutenu, on peut employer ne seul pour exprimer une négation totale  :
- Je ne puis vous dire ma joie (langue courante: « je ne peux pas vous dire ma joie »)
- Que ne me l'aviez-vous dit ? (que signifiant ici pourquoi)
- À Dieu ne plaise !
- Si je ne me trompe, nous sommes arrivés (= « si je ne me trompe pas »)

### Omission de «ne»
Le morphème ne est omis :
- à l'oral :

J'ai jamais dit ça
je sais pas
- dans les constructions elliptiques :

– Est-ce que vous avez vu ce film ? – Pas encore.
L'adverbe pas étant tonique, il est senti comme plus négatif que le ne seul d'un point de vue intersubjectif, mais pas d'un point de vue grammatical pur.
Pas seul peut être employé sans qu'il y ait omission de ne :
- Pitié, pas moi !

Des tournures interrogatives littéraires ou vieillies comme A-t-on jamais [vu] (à comprendre comme « y a-t-il eu le moindre exemple de ») sous-entendent la négation (= « On n'a jamais [vu] cela ») :
- Harpagon : (…) Mais voyez quelle audace ! A-t-on jamais vu une fille parler de la sorte à son père ?
- Élise : Mais a-t-on jamais vu un père marier sa fille de la sorte ? [10]

### Omission simultanée de «ne» et «pas»
L'omission exceptionnelle tout à la fois de ne et de pas est très rare et demande des conditions énonciatives particulières : elle n'est utilisée que dans les défenses.[réf. nécessaire]
- T'occupe ! (= « ne t'occupe pas de cela, mêle-toi de ce qui te regarde »).

« L'antéposition du pronom objet premier » pallie l'absence des deux adverbes négatifs.[réf. à confirmer]
Il ne faut pas confondre négation sans mot négatif et affirmation ironique. C'est cela ou oui c'est ça, bien sûr, pour dire « je ne suis pas d'accord » sont de vraies affirmations (ironiques), tout comme je pense que c'est faux. T'inquiète ! et t'occupe ! sont en revanche de vraies négations.
Cette omission des adverbes négatifs est rendue possible par un double phénomène : la place du pronom (antéposition/postposition) et sa forme (tonique / atone). La phrase affirmative correspondante serait : occupe-toi ou occupe-t'en. 
On remarquera que cette forme de négation n'est visiblement pas créative. Elle n'est a priori utilisée que dans les deux exemples cités, quasiment lexicalisés de par leur fréquence. On ne trouvera généralement pas d'occurrence de "Te casse "/"t'casse" ((ne) te casse pas) par exemple (mais probablement parce que le "te" précède une consonne) ou de "T'approche !" (" (ne) t'approche pas") (qui pourrait cependant être plus facilement créé).

### Négation et partitif
Devant un nom complément d'objet direct au sens partitif dans une proposition négative, on emploie de si la négation est absolue concernant l'objet du verbe (= « aucune quantité de »), mais du, de la, de l', des si la phrase implique, quant au nom, une idée affirmative, ou quand on veut insister sur l'objet :
- Je n'ai pas d’argent, pas d’amis, je ne bois jamais de vin, mais :
- Elle ne boit que de l’eau ; n'avez-vous pas des amis pour vous aider ?
- Vous n'avez pas demandé du vin, mais de la bière.

Cette négation n'est pas complète car elle ménage une issue au procès du verbe, comme dans le dernier exemple. La locution adverbiale ne… pas (sans partitif) exprime une négation complète, plus complète que ne… pas + partitif : en effet le partitif est une forme de restriction de la négation.
- Je ne mange pas

est plus négatif que :
- Je ne mange pas de fruits

qui laisse ouverte la possibilité de manger autre chose, par exemple des légumes...

### «Non»
Non (ainsi que l'ancien nenni) est l'équivalent tonique de l'adverbe atone ne. Il s'est spécialisé dans une négation complète (saisie tardive du mouvement de négativation).
Non peut constituer à lui seul  l'équivalent de toute une phrase négative, en réponse à une phrase interrogative ou impérative. C'est pourquoi il est la négation la plus complète qui existe en français. Il peut constituer une interjection :
- — Êtes-vous prêt ? — Non. (= « je ne suis pas prêt »).
- — Donnez-moi cela ! — Non ! (= « je ne veux pas vous le donner »)
- — NOOOON ! (cri d'horreur, de désespoir ou de mise en garde, au cinéma, dans la BD, etc).

Non peut alors confirmer un prédicat négatif :
- — N'a-t-il rien mangé ? — Non.

ou infirmer un prédicat positif :
- — Tu finiras bien par manger ta soupe. — Non.

Ce n'est pas le cas dans de nombreuses langues (comme le japonais), qui utilisent oui pour confirmer un prédicat négatif.
Par ailleurs, non peut aussi servir à repousser l'énonciation elle-même :
- — Tu es pâle, tu ne te sens pas bien ? — Non, ce n'est pas ça.

réponse qui signifie « ce n'est pas cela qui me préoccupe ».
Lexicalement, non est utilisé pour composer des mots : non-lieu, non-ingérence, ou pour en dériver : nonchalant (de chalant, du verbe chaloir en ancien français), nonobstant. Il peut aussi compléter des adjectifs : non coupable, non valide.

## Coordination et négation

### Reprise de négation ou opposition
Des éléments coordonnés à l'intérieur d'une phrase peuvent être tous négatifs (on utilise alors une reprise de négation) :
- Je ne regarderai ni l'or du soir qui tombe / Ni les voiles au loin descendant vers Harfleur (Victor Hugo)
- Je ne vis perdrix ni lièvre (vieux ou litt.)
- Je n'ai pas de voiture, et pas non plus de vélo

mais aussi négatifs pour certains d'entre eux seulement ; il peut alors y avoir ou non opposition exprimée entre les termes :
- Je vous conseille de persévérer et de ne pas vous décourager
- J'ai dit que je viendrai demain, et non (pas) aujourd'hui

### Les coordonnants «mais», «pourtant», etc.
Certains coordonnants peuvent enfin servir à nier la proposition, non exprimée, qui était la suite logique ou possible de la proposition précédente. Dans :
- Il est grand mais peu habile au basket

mais sert, non à opposer les deux propositions qu'il coordonne, mais à nier les propositions éventuellement attendues donc il est fort au basket, donc il s'inscrit dans un club de basket, etc. Il est remarquable que dans cet exemple il n'y ait pas trace du morphème négatif -n-. Il s'agit d'un usage « argumentatif » de mais ; pourtant, malgré cela, etc. sont du même ordre.
Un deuxième usage de mais est un usage « descriptif » : il apparait nécessairement derrière une négation telle que :
- Il n'est pas slovène, mais slovaque.

D'après Olivier Soutet, « l'élément de droite exprime positivement ce que l'élément de gauche a signifié négativement dans le cadre d'une négation réfutatoire ». Ceci correspond à la tournure allemande « négateur + sondern »; ou à la tournure espagnole « négateur + sino ».

## Évolution de l'expression de la négation
L'expression de la négation n'est pas immuable dans une langue, considérée dans une perspective diachronique.

### Évolution de la négation selon Jespersen
Otto Jespersen illustre ainsi l'évolution de l'expression de la négation en latin, puis en français :
1. Il existait en latin une forme Ne dico (apparentée aux verbes négatifs Nescio « Je ne sais pas », Nolo « Je ne veux pas », etc.) Ne, jugé trop faible, sera remplacé par ne oenum (oenum = « une chose »), qui aboutira à non en latin, puis en français par la suite[16].
2. Dans Non dico, non cesse progressivement d'être accentué et donnera nen, puis ne en français.
3. En ancien français, on trouve Jeo ne di[17], apparenté à la tournure littéraire (encore usitée) Je ne sais ; mais d'une façon générale, on éprouve le besoin de la renforcer.
4. Je ne dis pas (tournure correcte de nos jours).
5. Je dis pas (le ne, inaccentué, disparaît dans la langue parlée).

### Histoire et évolution des «ne manger mie» et autres «ne boire goutte»
Joseph Vendryes fait remarquer que la négation a un effet « contagieux » et transforme peu à peu des termes sémantiquement pleins (aucun, personne en français, nada [du latin rem natam] en espagnol et en portugais…). On était autrefois supposé dire Je ne vois point (= pas même un point), je ne mange mie (= « une miette »), je ne bois goutte, je ne marche pas : tous ces termes se sont progressivement vidés de leur sens, et sont devenus de simples adverbes négatifs (mie a disparu dans ce sens).
Plus précisément, les adverbes mie, goutte, etc. étaient, en ancien français, négations privilégiées des verbes d'un sémantisme particulier : par exemple, ne boire goutte ; ne manger / déguster / avaler mie, etc. Marc Wilmet retrace brièvement l'histoire de ces adverbes : 
« L'évolution […] va 1° les dématérialiser afin de les rendre compatibles avec tous les verbes (p. ex. ne marcher mie, ne boire point…) ; 2° en réduire si bien le nombre qu'il ne subsiste aujourd'hui que pas, le déjà affecté (ou provincial) point et quelques conservatismes : ne souffler/piper mot, ne voir goutte… ; 3° les solidariser avec ne devant un infinitif (p.ex. ancien français ne marcher pas/point ⇒ français moderne ne pas/point marcher). »
Ce processus est appelé la grammaticalisation.

### Étymologie du morphème discontinu «ne… que»
Ne… que « vient du latin tardif non…quam, représentant non aliud quam influencé par non nisi » […]. Il signifie donc, originellement, « pas autre que, rien sauf » : dans le champ négatif mis en place par ne, la conjonction que (équivalant à si ce n'est, sauf) excepte un élément positif ».

### Synthèse de l'évolution de la négation en ancien français
Selon Claude Buridant, la négation se présente en ancien français sous deux formes :
- la négation prédicative (formes non, nun), incidente à des éléments ne pouvant assurer la fonction de prédicat
- la négation non prédicative, non autonome (formes atones nen, ne, n’), qui s'appuie sur des mots pouvant constituer des noyaux de proposition.

Ce système s'est mis en place progressivement, en trois stades :
- premier stade (très ancien français) : indifférenciation de la négation
- deuxième stade : instauration d'un système d'opposition binaire prédicatif # non prédicatif
- troisième stade : complexification et affinement des emplois des deux formes :
  - négation non prédicative : complexification sur deux vecteurs :
    - axe sémantique positif → négatif
    - négation élémentaire → négation renforcée

  - négation prédicative : complexification sur un vecteur :
    - d'un maximum de nominalisation vers un maximum de verbalisation.